# Sanankoroba
Sanankoroba est une localité et une commune rurale du Mali, chef-lieu d'arrondissement dans le Cercle de Kati et la région de Koulikoro.

## Géographie
La localité de Sanankoroba est située sur la route nationale RN 7 au sud de Bamako.
|       | Kalabankoro, Commune VI |               |
| Mandé | Sanankoroba             | Mountoungoula |
|       | Dialakoraba             | Bougoula      |

## Villages
La commune s'étend sur 26 localités relevées lors du recensement général de 2009. 
Les villages les plus peuplés sont :
- Sanankoroba (10 171 habitants)
- Banankoro (6 547 habitants)
- Koniobla (2 106 habitants)

En 2023, la loi 2023-007 attribue à la commune 15 villages, fractions ou quartiers  :
- Sanankoroba
- Koniobla
- Niagnan
- Ntabakoro
- Sicoro
- Tamala
- Kabé
- Nianfala
- Zougoumé
- Toya
- Sinsina
- Digato
- Satinebougou
- Banancoro
- Tadianabougou
- Tourela
- Baala
- Sogondiala
- Falani-Coungo
- Siéné
- Madina
- Nienguécoro
- Niéguécoura
- Banco-Coura
- Banco-Coro
- Tadiana

## Lien
- Plan de sécurité alimentaire de la commune rurale de Sanankoroba 2008 2012, Web archive.